# Rue Van-Gogh
La rue Van-Gogh est une voie située dans le quartier des Quinze-Vingts du 12e arrondissement de Paris.

## Situation et accès
La rue commence devant la gare de Lyon et débouche sur la Seine et le pont Charles-de-Gaulle. Située donc à proximité immédiate de la gare de Lyon, la rue est accessible par les trains desservant celle-ci et par les RER A et D et les lignes de métro 1 et 14.

## Origine du nom

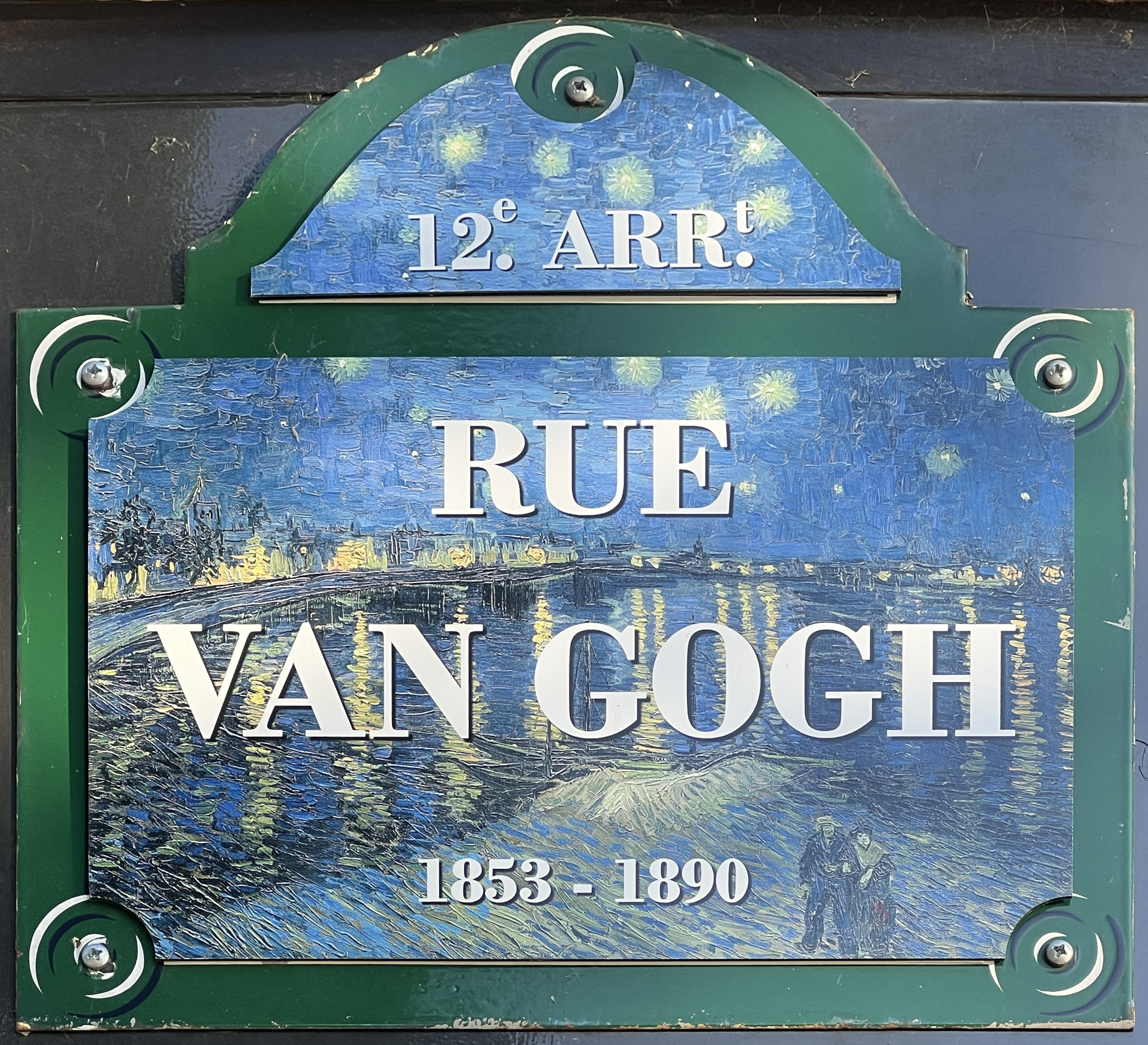
Plaque de la rue.

Elle porte le nom du peintre Vincent van Gogh (1853-1890).

## Historique
Cette rue a été ouverte à la fin des années 1970 en remplacement du « passage Genty » et a été temporairement désignée sous le nom de « voie AJ/12 ». Elle prend sa dénomination actuelle par un arrêté municipal du 30 août 1978.
Le passage desservait le chantier de bois du propriétaire Genty. Le quadrilatère formé par la Seine, le passage Genty, la rue de Bercy et la rue Villiot était, dans la première moitié du XIXe siècle, recouvert de chantiers de bois.

## Bâtiments remarquables et lieux de mémoire

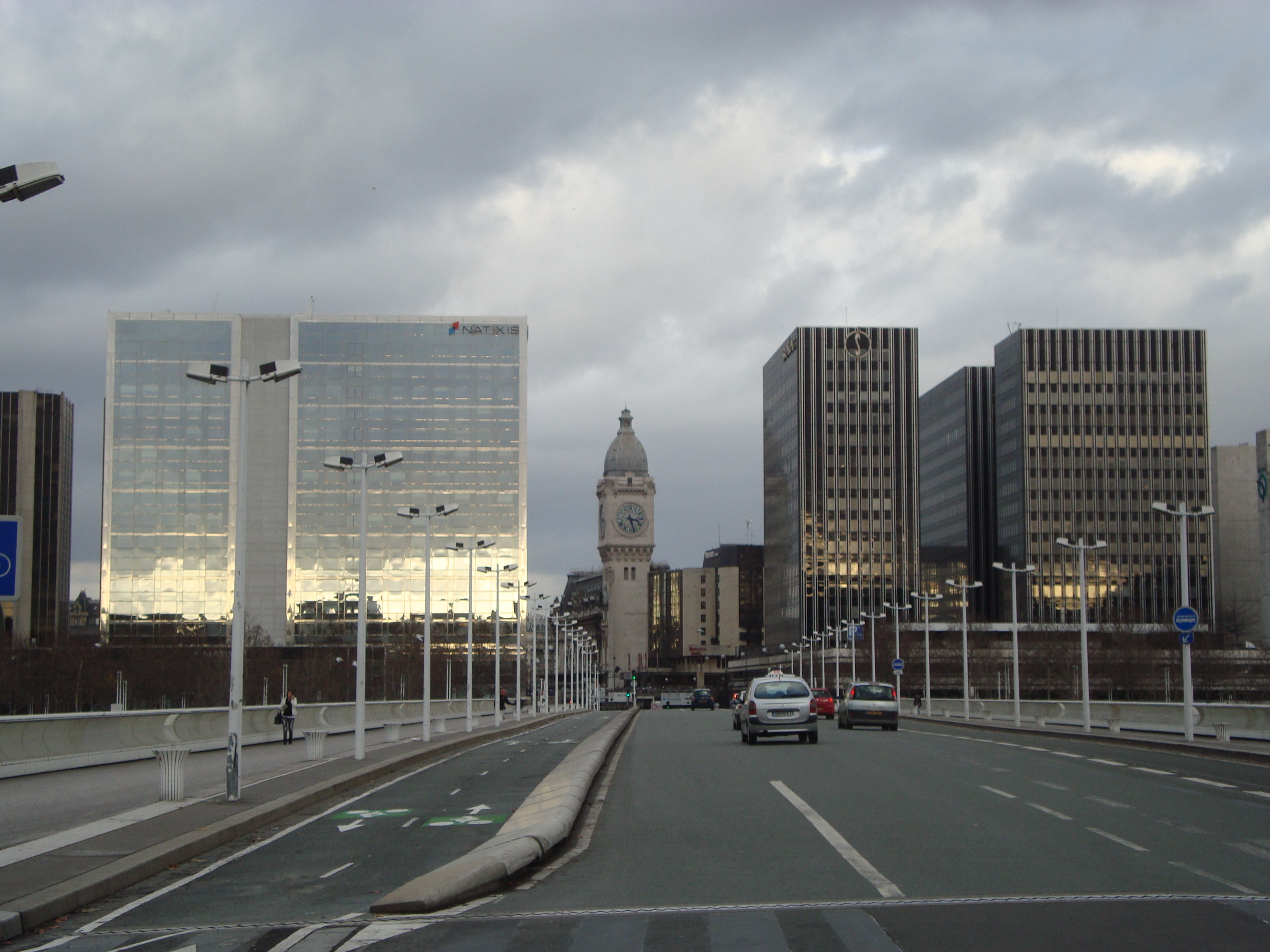
La rue débouche sur le pont Charles-de-Gaulle.
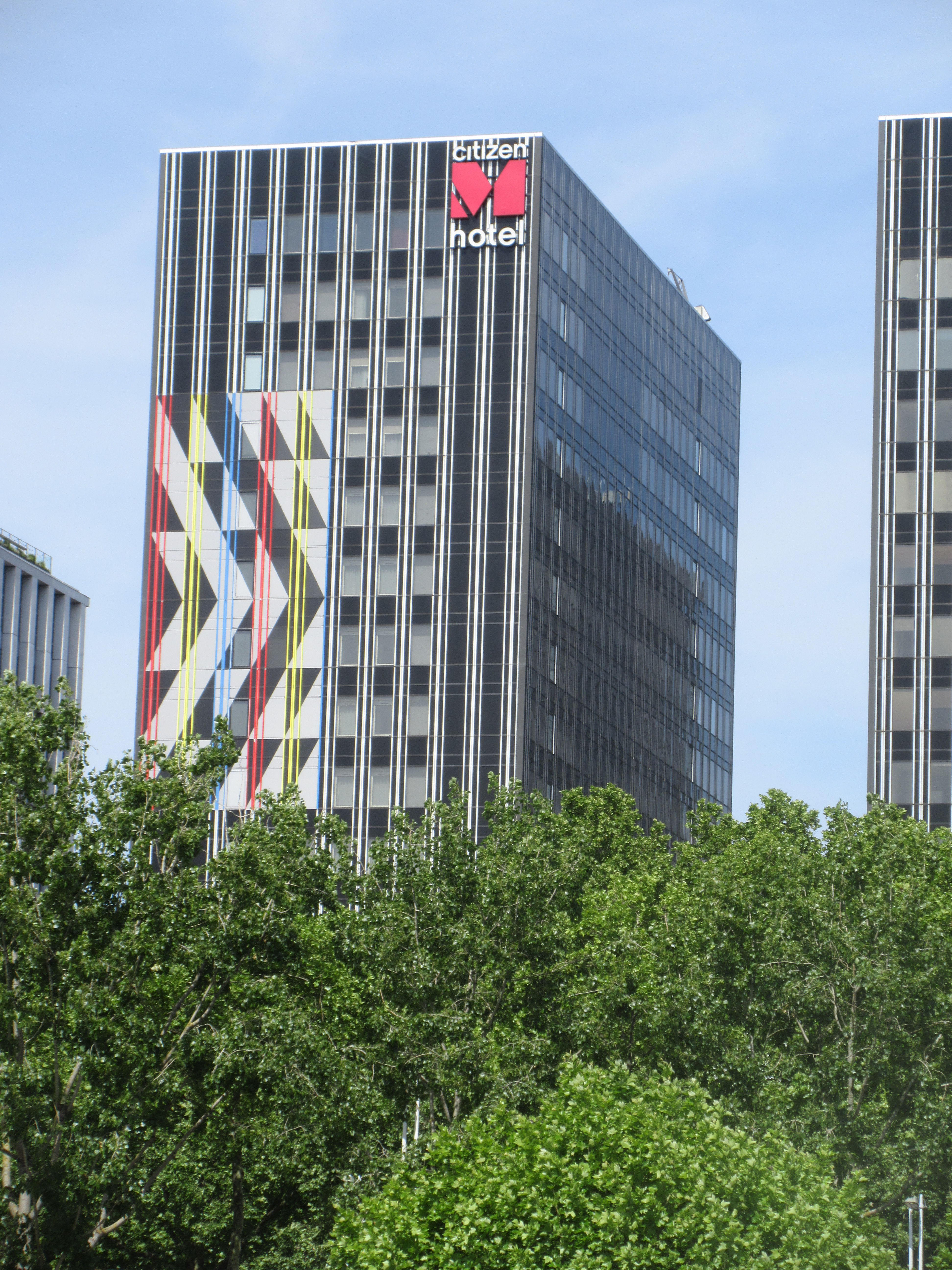
Hôtel CitizenM Paris gare de Lyon situé au 8 rue Van-Gogh.